# Anton Chudobin
Anton Walerjewicz Chudobin, ros. Антон Валерьевич Худобин (ur. 7 maja 1986 w Ust'-Kamienogorsku w Kazachskiej SRR) – rosyjski hokeista pochodzenia kazachskiego. Reprezentant Rosji.

## Kariera
- Mietałłurg Magnitogorsk (2004–2005)
- Saskatoon Blades (2005–2006)
- Mietałłurg Magnitogorsk (2006–2007)
- Texas Wildcatters (2007)
- Houston Aeros (2007–2008)
- Texas Wildcatters (2008)
- Florida Everblades (2008–2009)
- Houston Aeros (2009–2010)
- Minnesota Wild (2010)
- Boston Bruins (2011–2013)
  -  Atłant Mytiszczi (2012–2013)
- Carolina Hurricanes (2013-2015)
  -  Charlotte Checkers (2013)
- Anaheim Ducks (2015-2016)
- Boston Bruins (2016-2018)
- Dallas Stars (2018-2022)
- Texas Stars (2022-2023)
- Chicago Blackhawks (2023)
- Sokoł Krasnojarsk (2023)
- Sibir Nowosybirsk (2023-)

Wychowanek Kazcynk-Torpedo Ust'-Kamienogorsk. Od września 2012 do stycznia 2013 roku na okres lokautu w sezonie NHL (2012/2013) związany kontraktem z klubem Atłant Mytiszczi. Od lipca 2013 zawodnik Carolina Hurricanes związany roczną umową. W grudniu 2013 został tymczasowo przekazany do zespołu farmerskiego, Charlotte Checkers w lidze AHL. W marcu 2014 przedłużył kontrakt o dwa lata. Od czerwca 2015 zawodnik Anaheim Ducks. Od lipca 2016 ponownie zawodnik Boston Bruins, związany dwuletnim kontraktem. Od lipca 2018 zawodnik Dallas Stars. Potem grał w Texas Stars. W marcu 2023 zagrał jeden mecz dla Chicago Blackhawks.
Sezon 2023/2023 rozpoczął w rosyjskim Sokole Krasnojarsk z rozgrywek WHL, skąd w listopadzie 2023 przeszedł do w KHL.
Uczestniczył w turniejach mistrzostw świata w 2014, 2015.

## Sukcesy

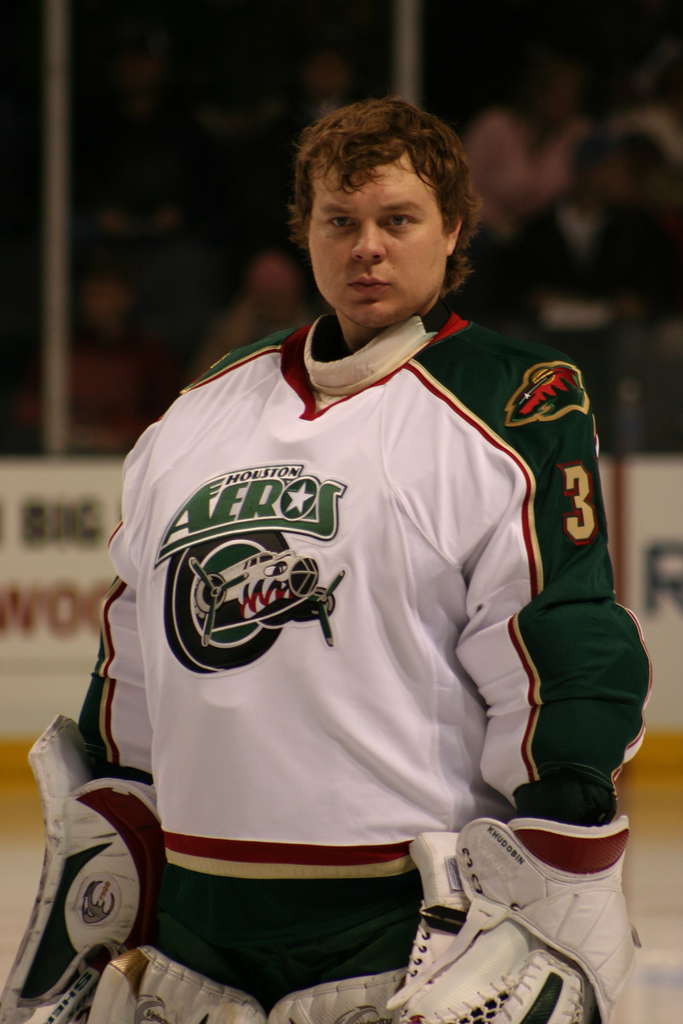
Anton Khudobin 2012.jpg

Reprezentacyjne
- Złoty medal mistrzostw świata juniorów do lat 18: 2004
- Srebrny medal mistrzostw świata juniorów do lat 20: 2005, 2006
- Złoty medal mistrzostw świata: 2014

Klubowe
- Złoty medal mistrzostw Rosji: 2007 z Mietałłurgiem Magnitogorsk
- Puchar Spenglera: 2005 z Mietałłurgiem Magnitogorsk
- Prince of Wales Trophy: 2013 z Boston Bruins
- Mistrzostwo konferencji NHL: 2013 z Boston Bruins
- Mistrzostwo dywizji NHL: 2012 z Boston Bruins

Indywidualne
- ECHL 2007/2008:
  - ECHL All-Rookie Team
  - ECHL First All-Star Team
  - Najlepszy bramkarz sezonu
- NHL (2013/2014):
  - Pierwsza gwiazda miesiąca – styczeń 2014

Wyróżnienie
- Zasłużony Mistrz Sportu Rosji w hokeju na lodzie (2014)

Odznaczenie
- Order Honoru (2014)[11]